# Új Ulánbátori nemzetközi repülőtér
Az Új Ulánbátori nemzetközi repülőtér [ideiglenes név!] (mongol nyelven: Улаанбаатар хотын олон улсын шинэ нисэх онгоцны буудал; angol nyelven: New Ulaanbaatar International Airport, NUBIA) a 2010-es években épült és 2021-ben megnyitott nemzetközi repülőtér Ulánbátor központjától autóúton 52 km-re délre, Mongólia Központi tartományának Szergelen járásában, a Hösig-völgyben (Хөшигийн хөндий).
Névvariáns: Хөшигийн хөндийн нисэх буудал (Hösig-völgyi repülőtér, angolul: Khöshig Valley Airport).
A repülőteret 2021. július 4-én helyezték üzembe.

## Története
2006-ban a létesítmény építésére japán közreműködéssel megvalósíthatósági tanulmány készült. A projekt kedvezményes hitelszerződését a mongol kormány és a Japán Nemzetközi Együttműködési Bank 2008-ban írta alá. Eszerint a 40 éves futamidejű kedvezményes kölcsönből az első 10 év kamatmentes, a következő 30 év pedig évi 0,2%-os törlesztéssel történik. A terveket japán cégek készítették (2009–2011), a repülőtér a Mitsubishi Corporation és a Chiyoda Corporation közös vállalkozásában épült. Az építkezés 2013 júniusában kezdődött és 2017. januárra lényegében befejeződött, majd márciusban a mongol vezetők megtekintették a kész létesítményt. A megnyitást eredetileg 2016 végére tervezték, azután 2018 szeptemberére tűzték ki, de ezt is elhalasztották.
A mongol nemzeti ünnep előtt, 2019. július 5-én ünnepélyesen felavatták a repülőteret – de még nem helyezték üzembe –, és megállapodást írtak alá, hogy az irányítást koncesszióba adják a két fél által létrehozott közös vállalatnak, a New International Air LLC-nek. Ekkor adták át Mongólia első autópályáját, az elkészült kb. 30 km-es gyorsforgalmi utat is. A 2020 tavaszára tervezett üzembe helyezést a pandémia akadályozta meg.
A repülőteret 2021. július 4-én helyezték üzembe. Ezen a napon a mongol polgári légitársaság (MIAT) repülőgépe az új repülőtérről felszállva megtette első járatát Ulánbátorból Tokióba.

## Jellemzői
Becslések szerint a beruházás költsége 65,6 milliárd jen (648 millió USD) volt. A teljes projekt számos építményt foglal magába, köztük a háromszintes 37 000 m²-es utasterminált, a 38 m magas légiforgalmi irányítótornyot, karbantartó létesítményeket és kapcsolódó épületeket, valamint a 3600 m hosszú és 45 m széles kifutópályát. Hat összekötő „kapuja” van a repülőgépekhez: öt a nemzetközi és egy a belföldi járatokhoz. Az utasterminál évi hárommillió utast képes kezelni, és kapacitása bővíthető. Kezdetben a repülőtér mintegy 2500 embernek ad munkát, beleértve a légi fuvarozók és a repülési szervezetek munkatársait is.
A főváros és a repülőtér között 30–32 km hosszú 2x3 sávos gyorsforgalmi út készült. A távlati tervekben szerepel a repülőtér közelében új, kb. 50 000 fős város (bolygóváros) felépítése. A megálmodott „Aerocity” egy régóta várt lehetőség a fővárosi túlzsúfoltság csökkentésére, és hosszú távon jelentős regionális központtá is válhatna.

## Fénykép

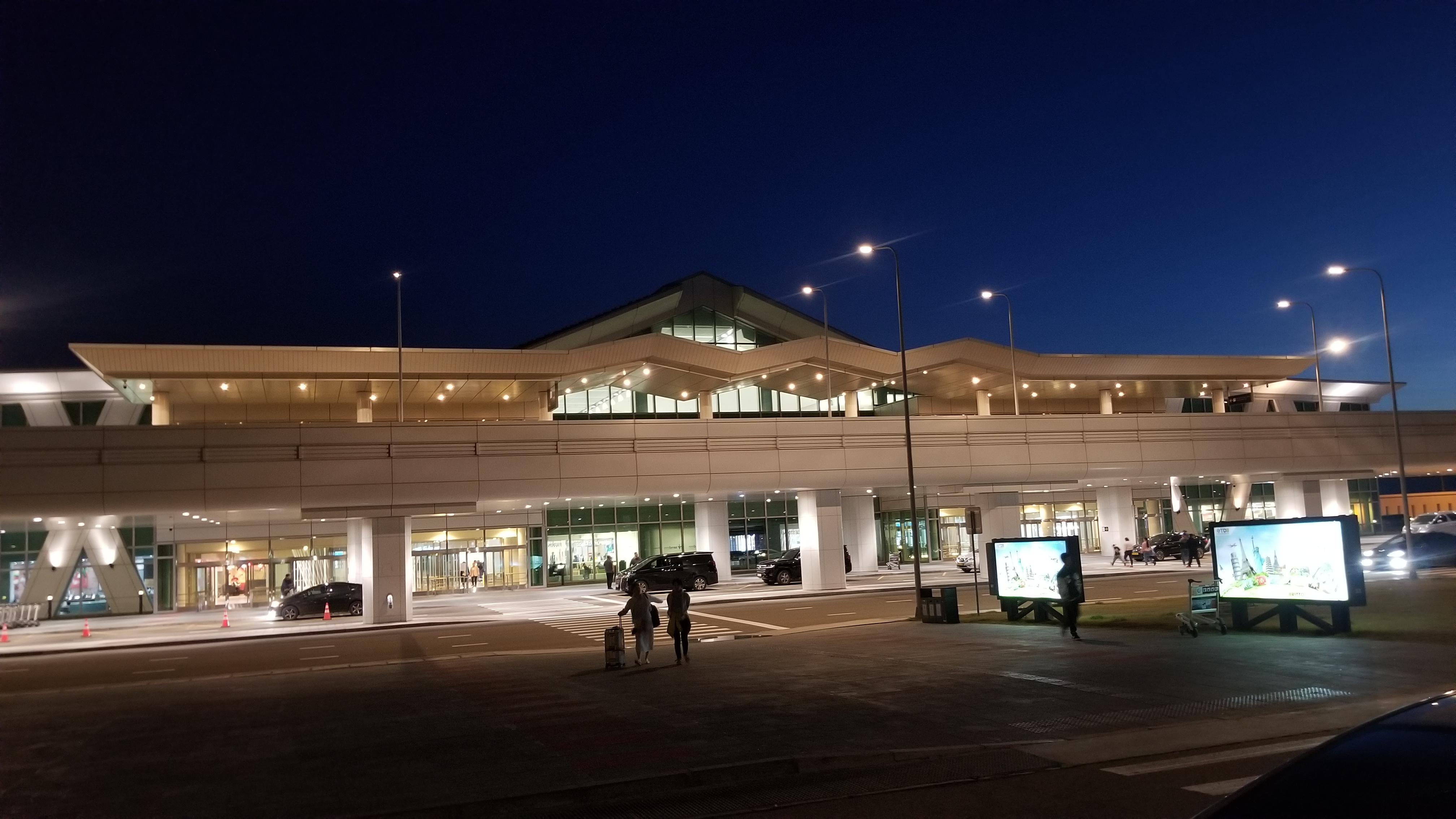
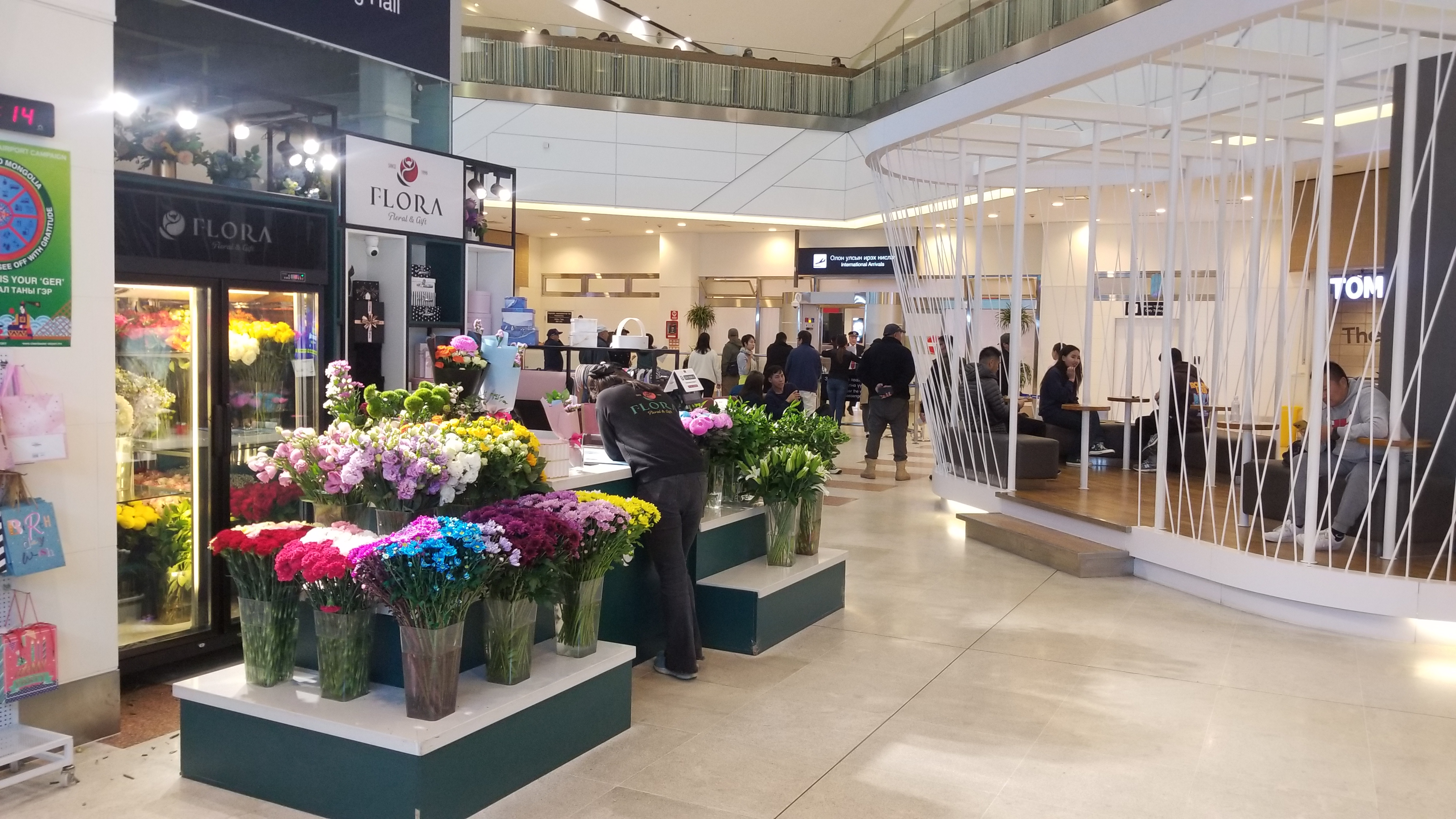
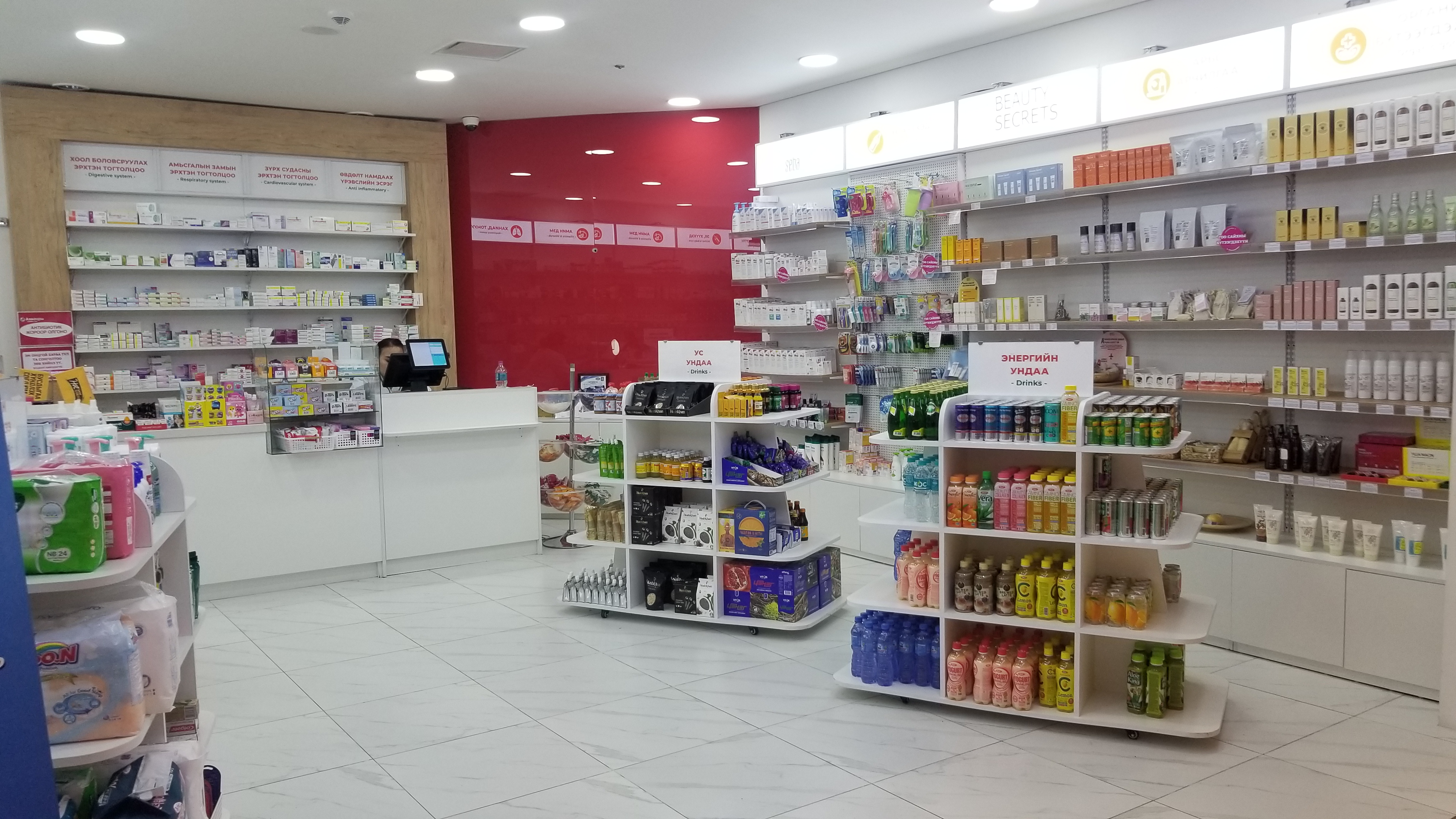
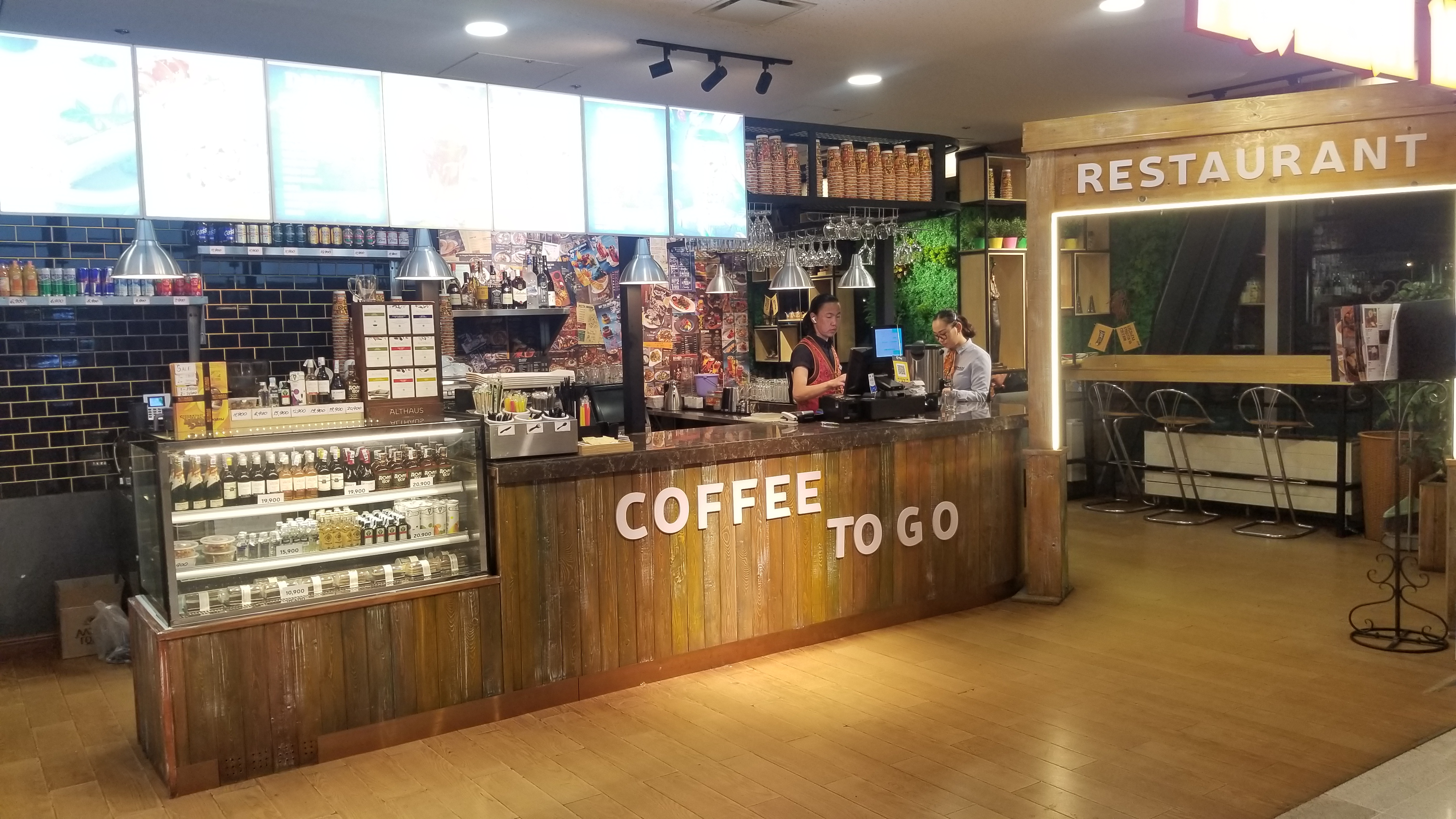
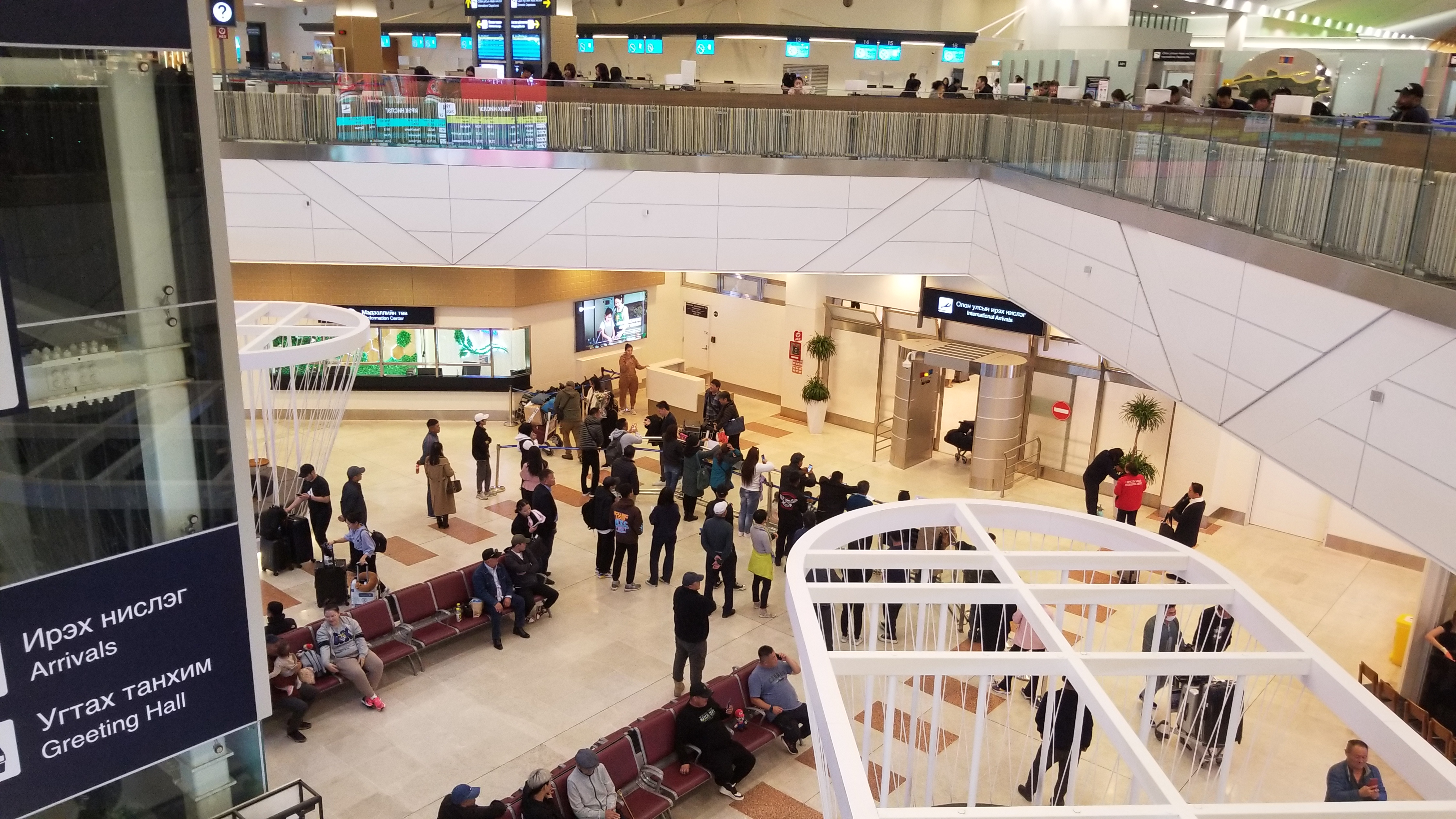
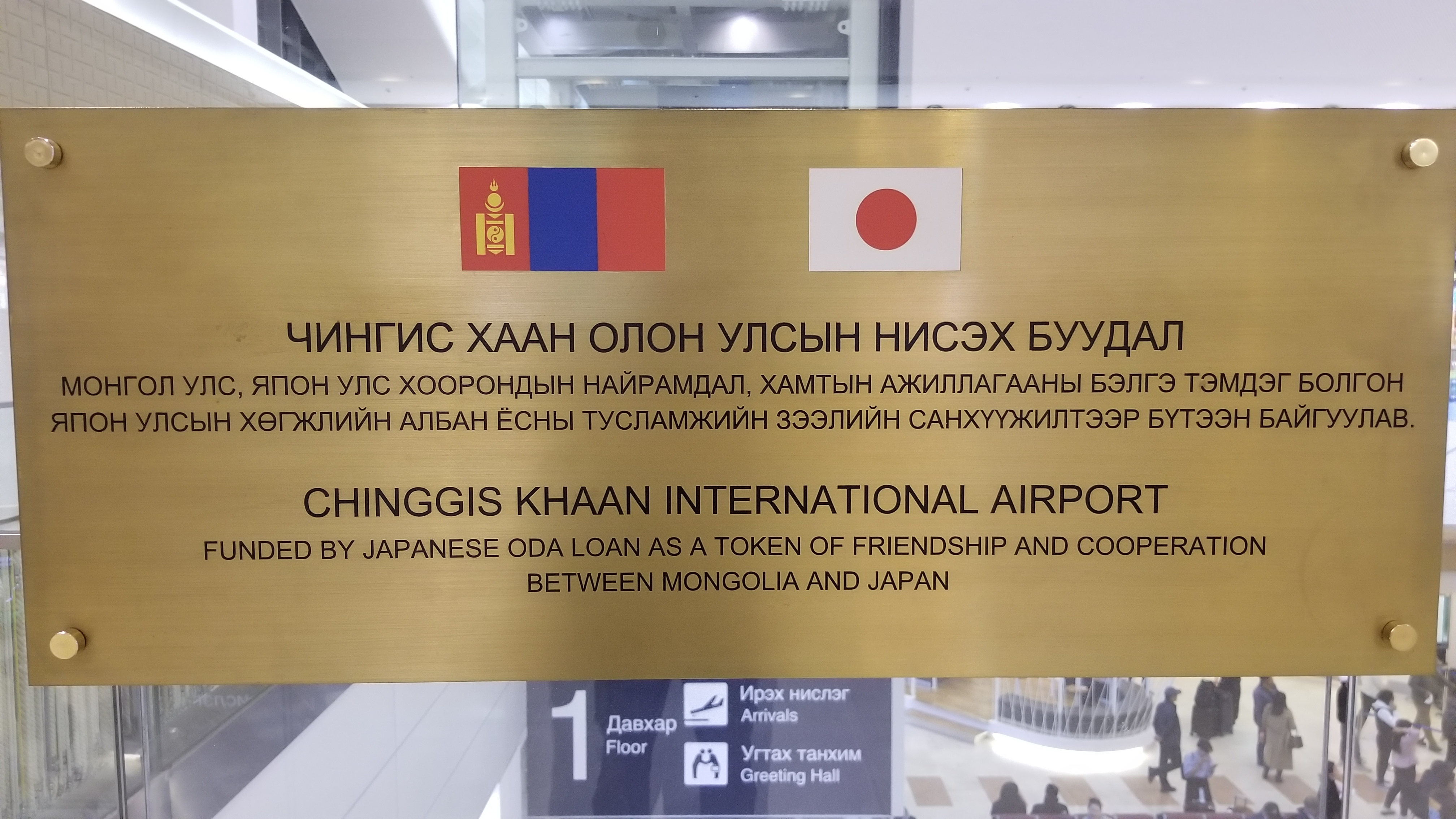
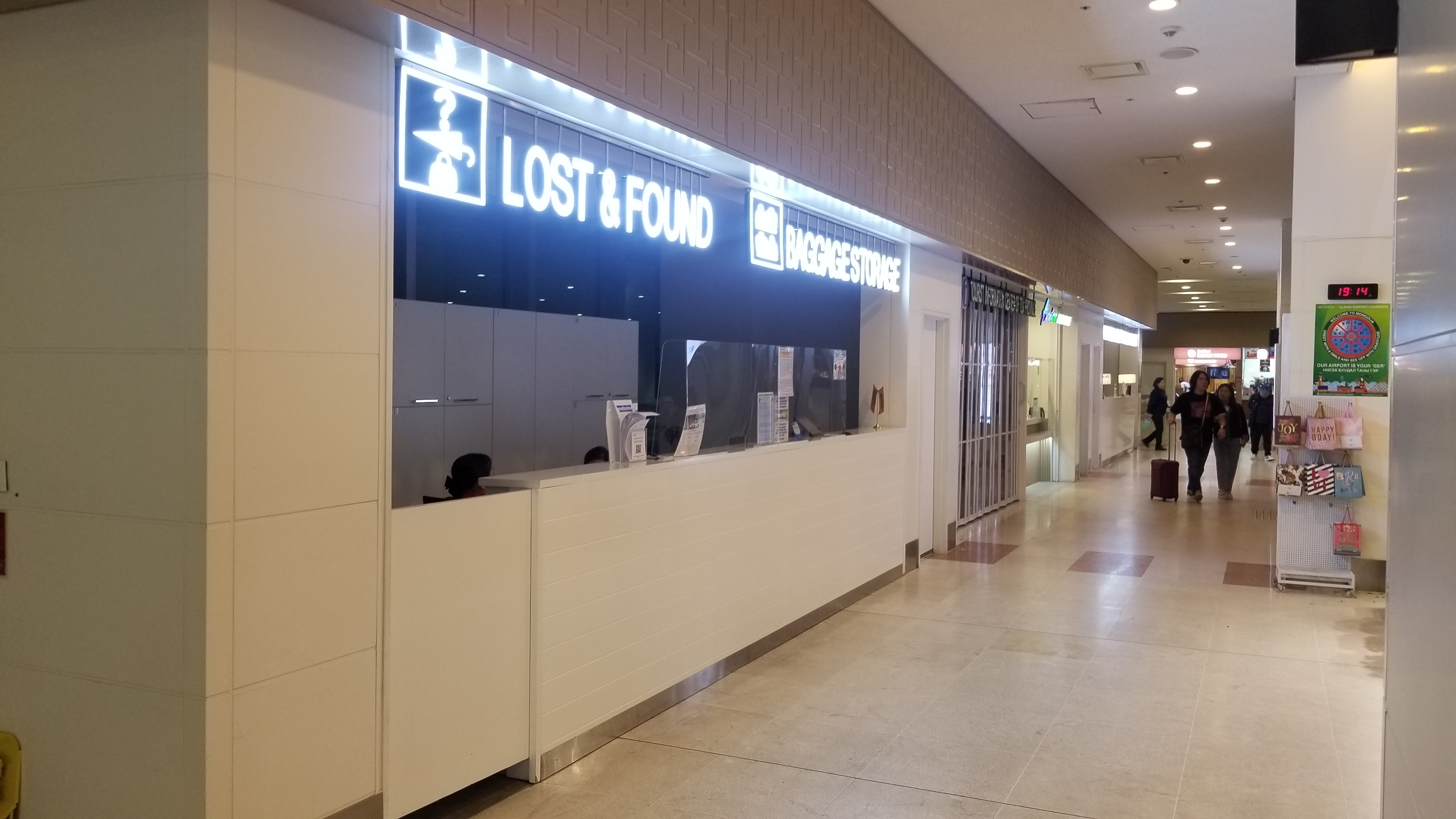
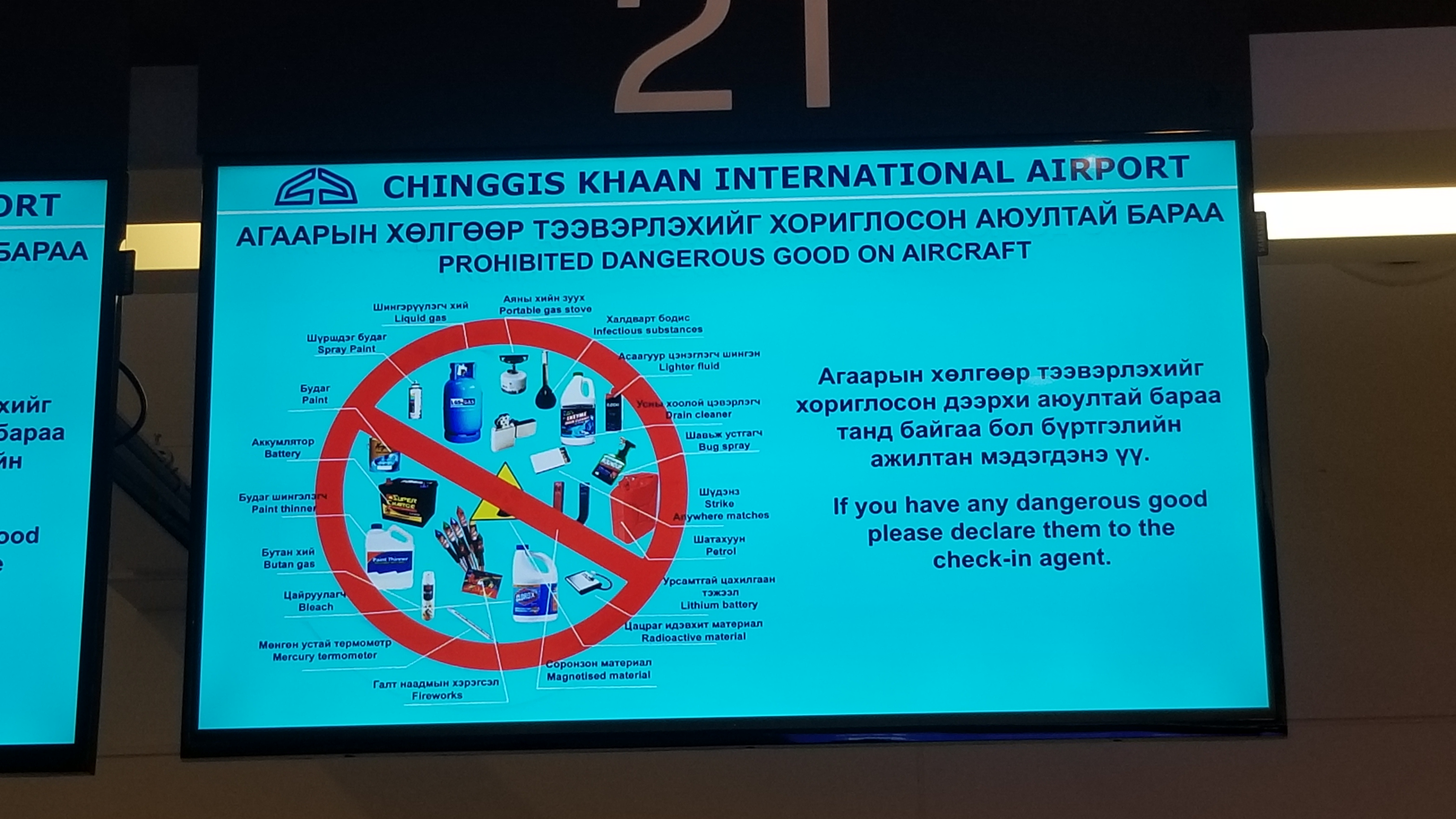
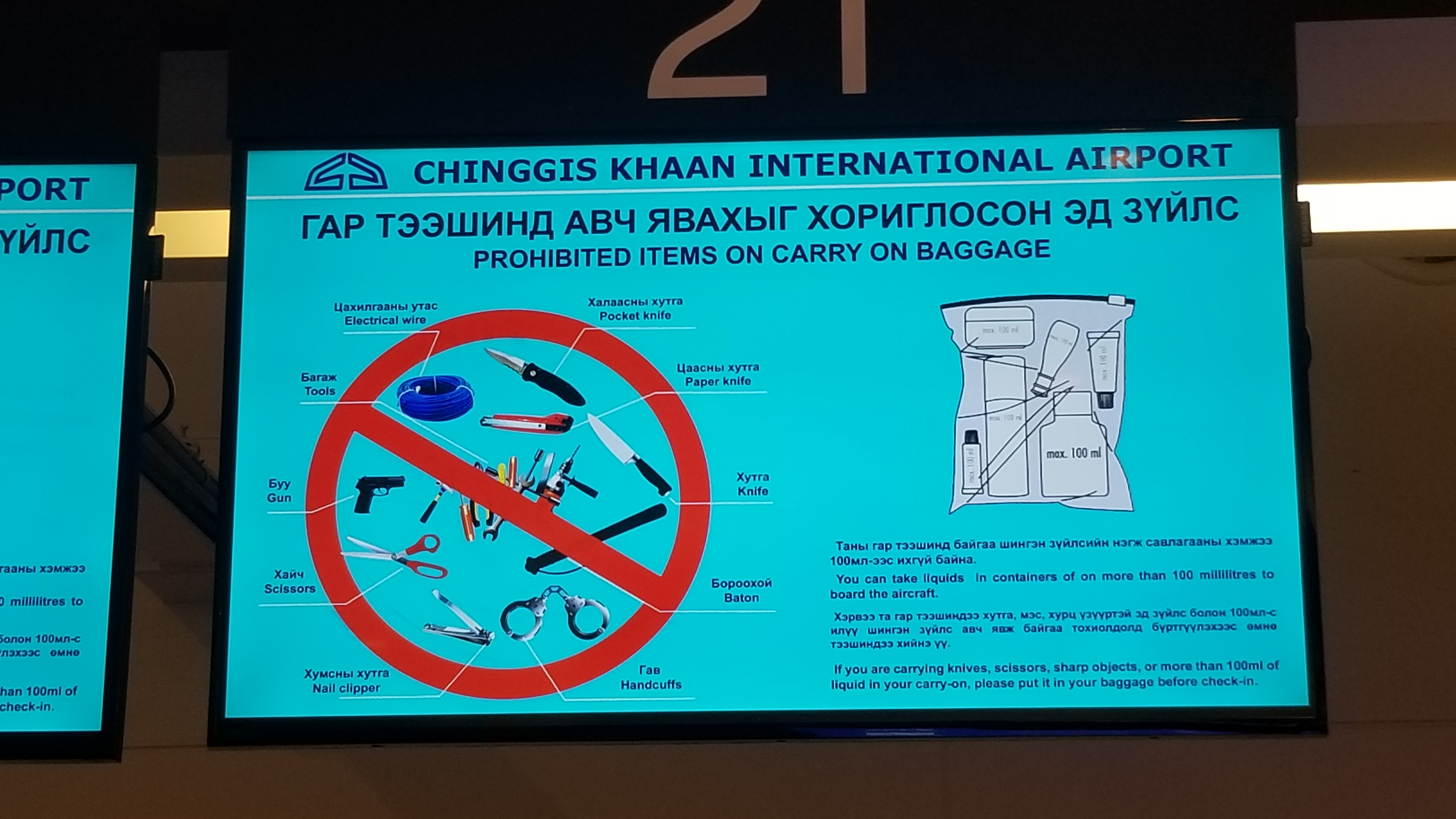
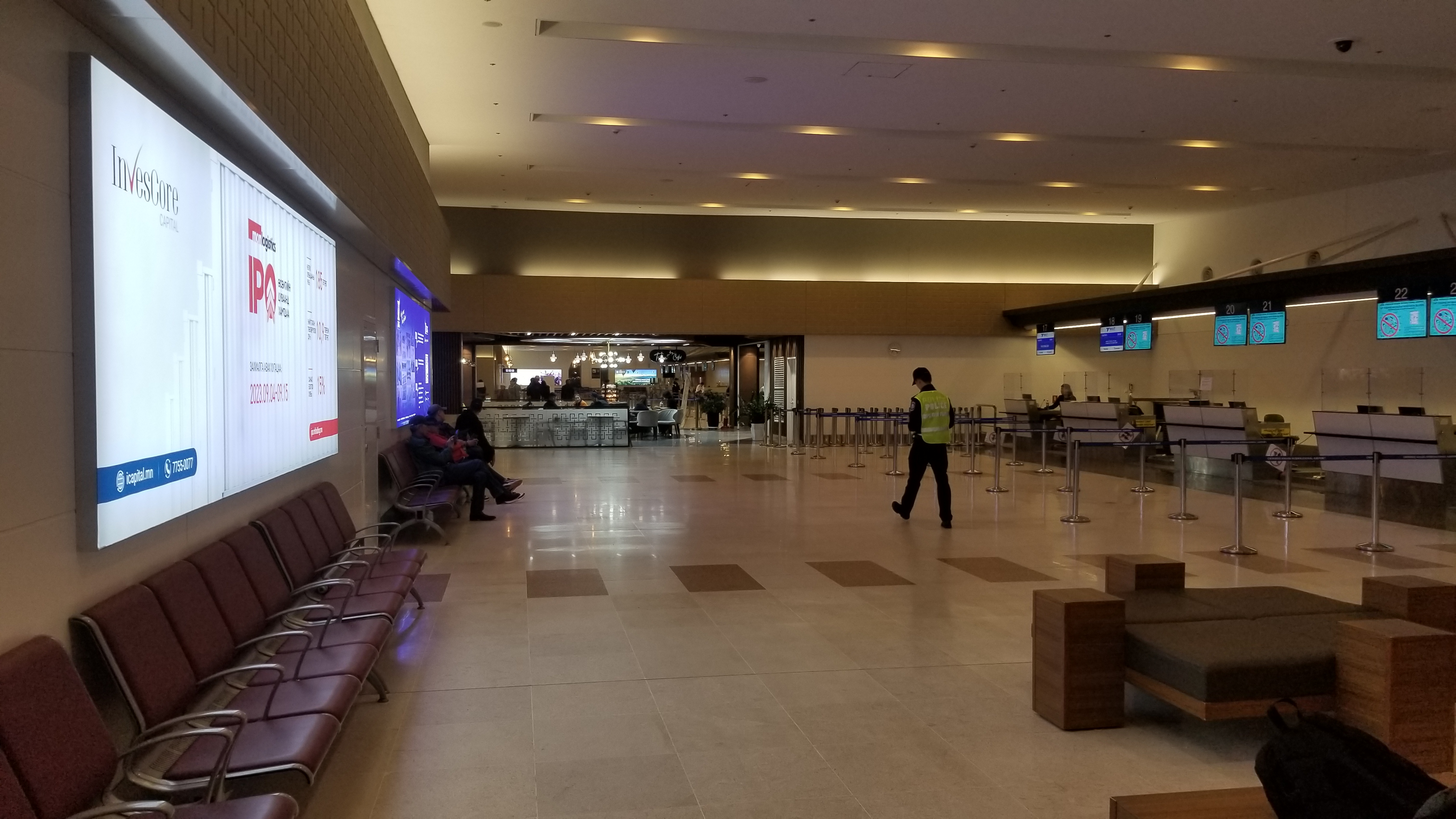
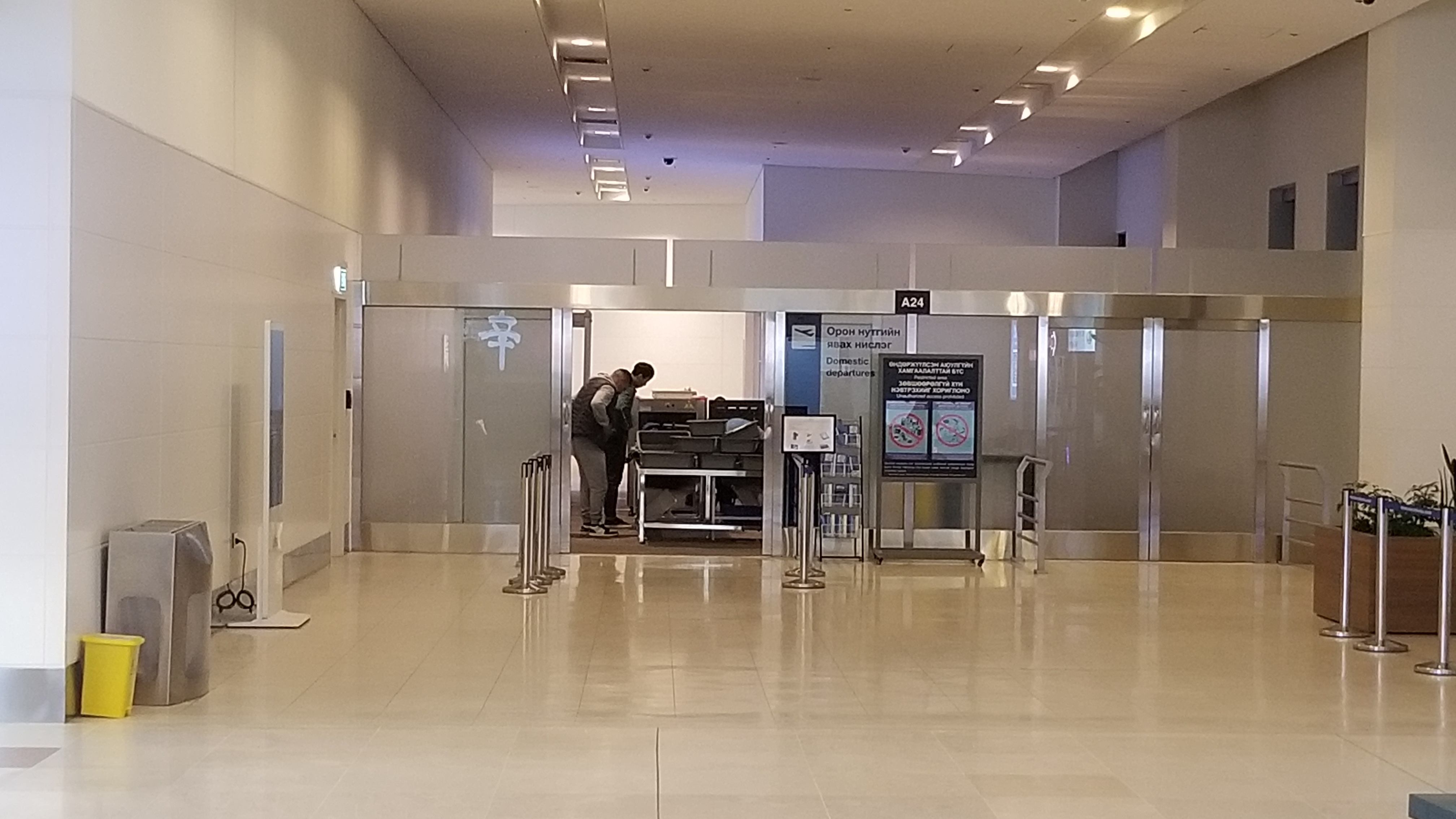
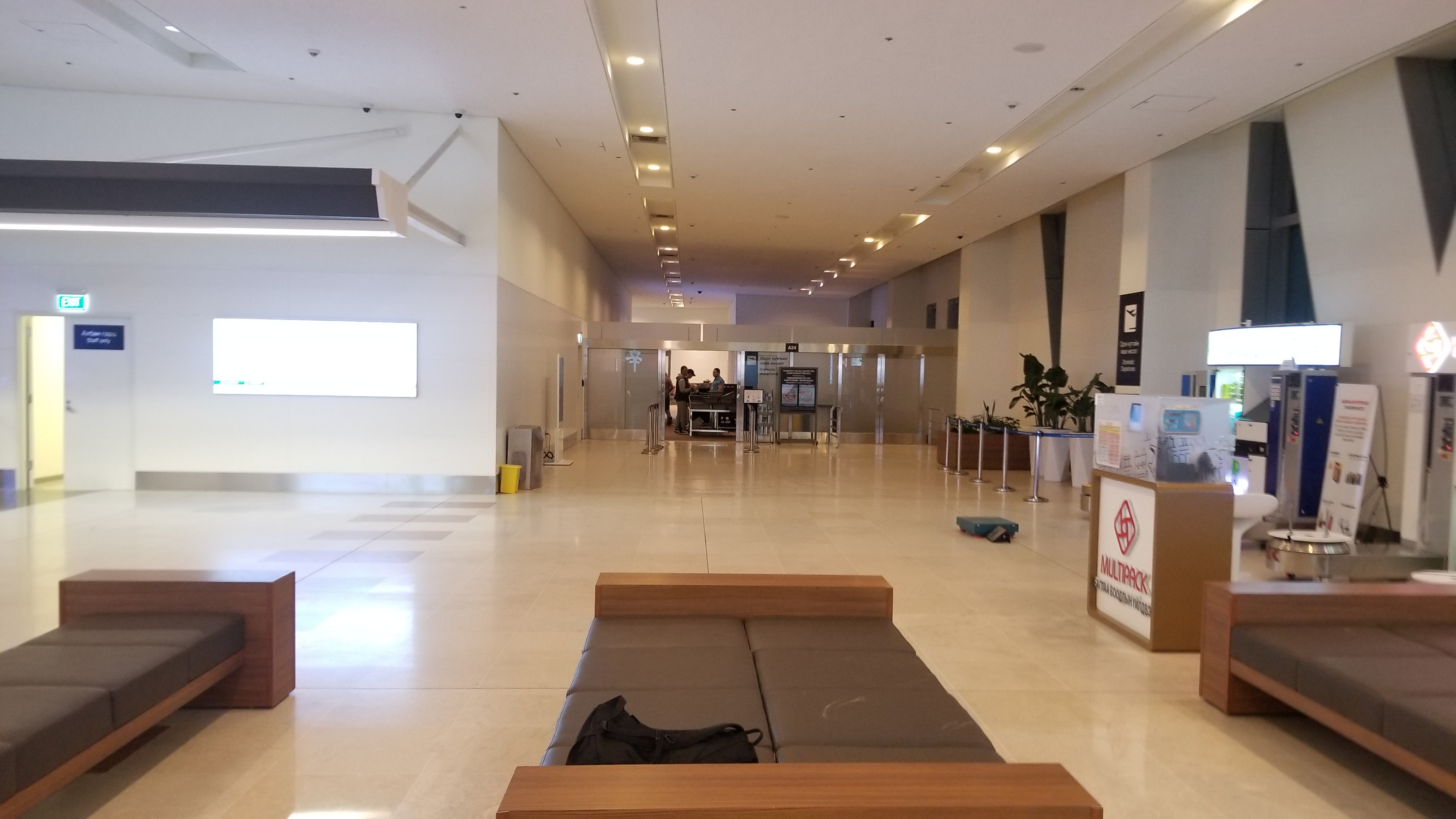
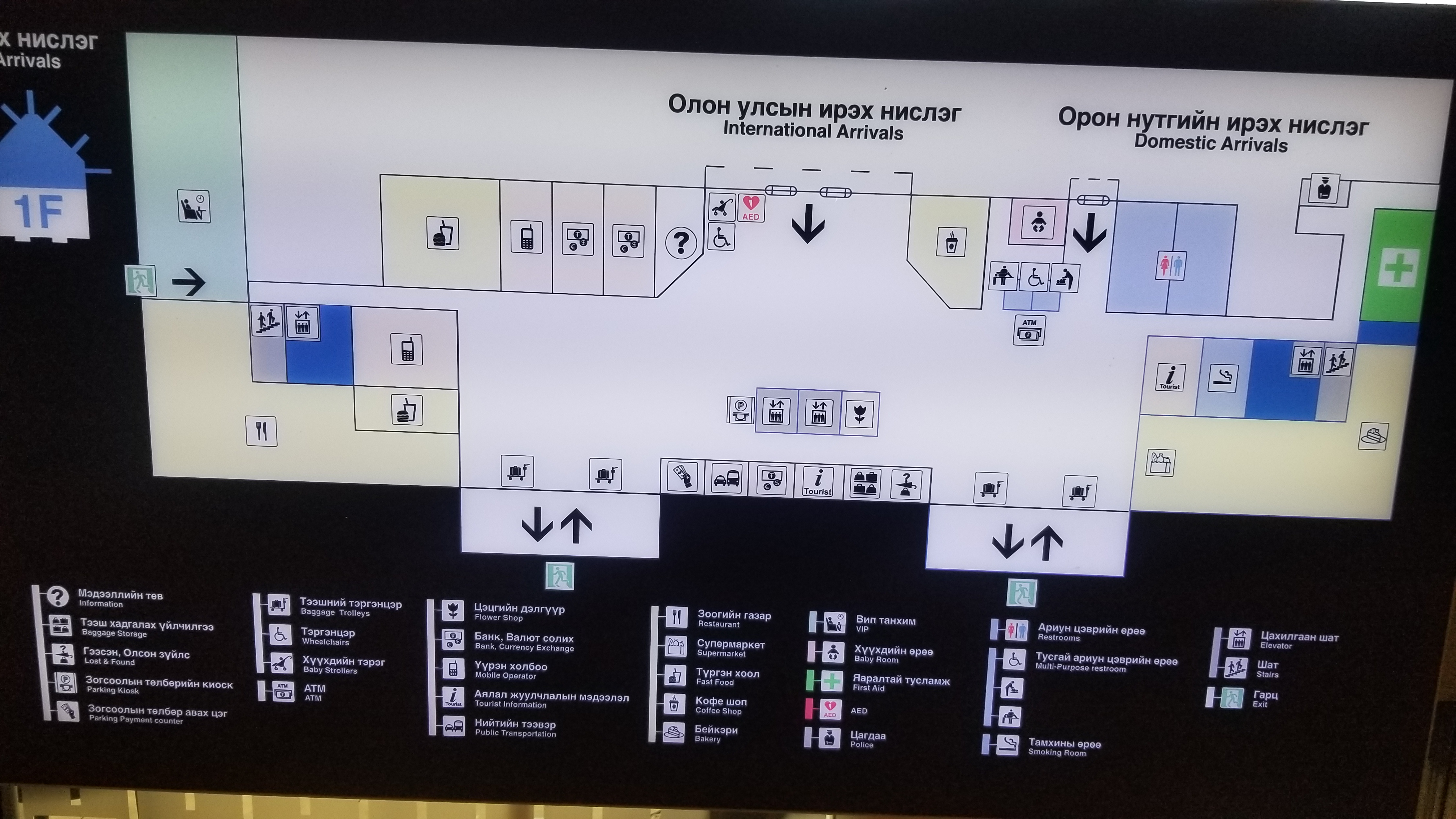
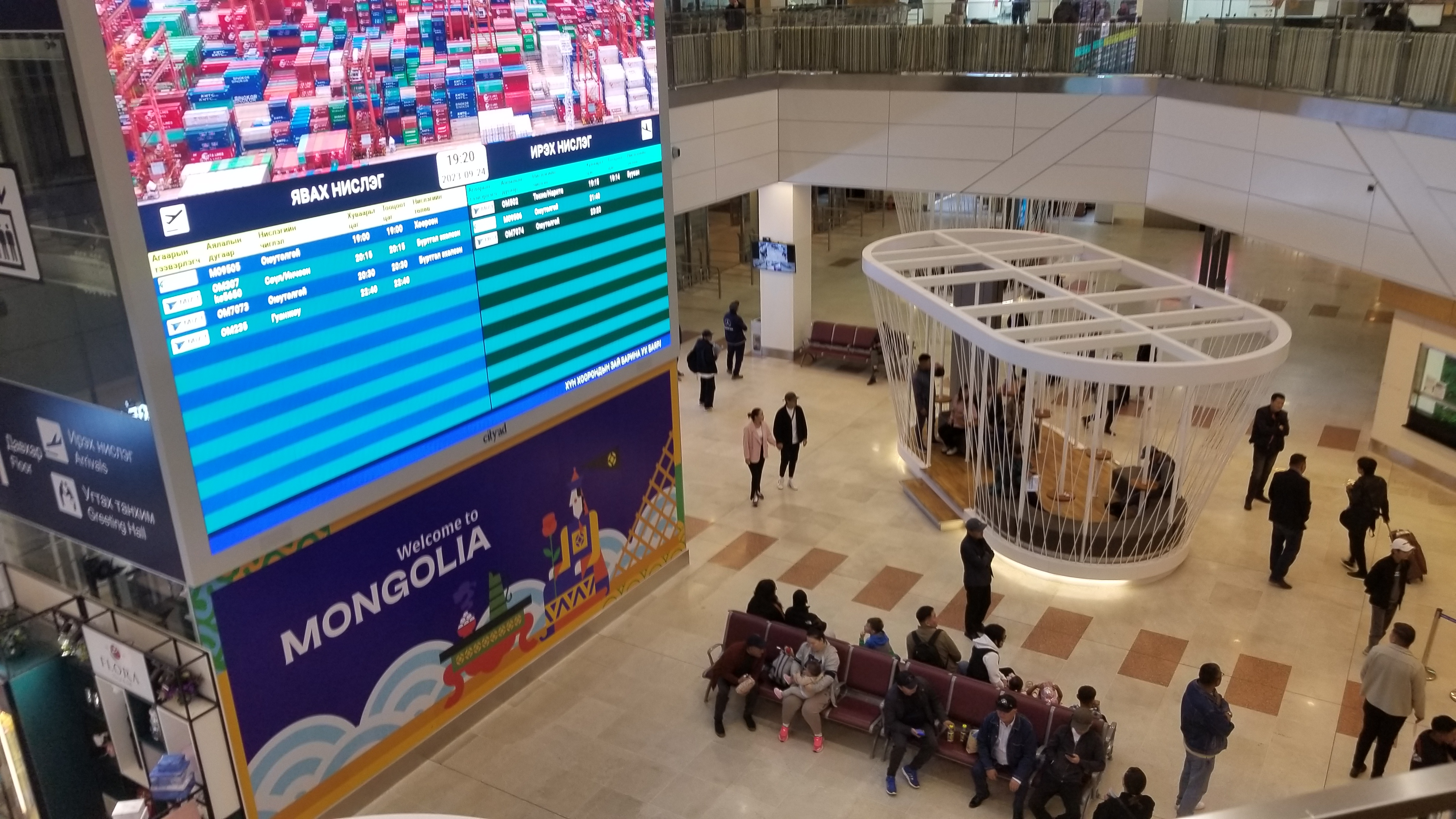
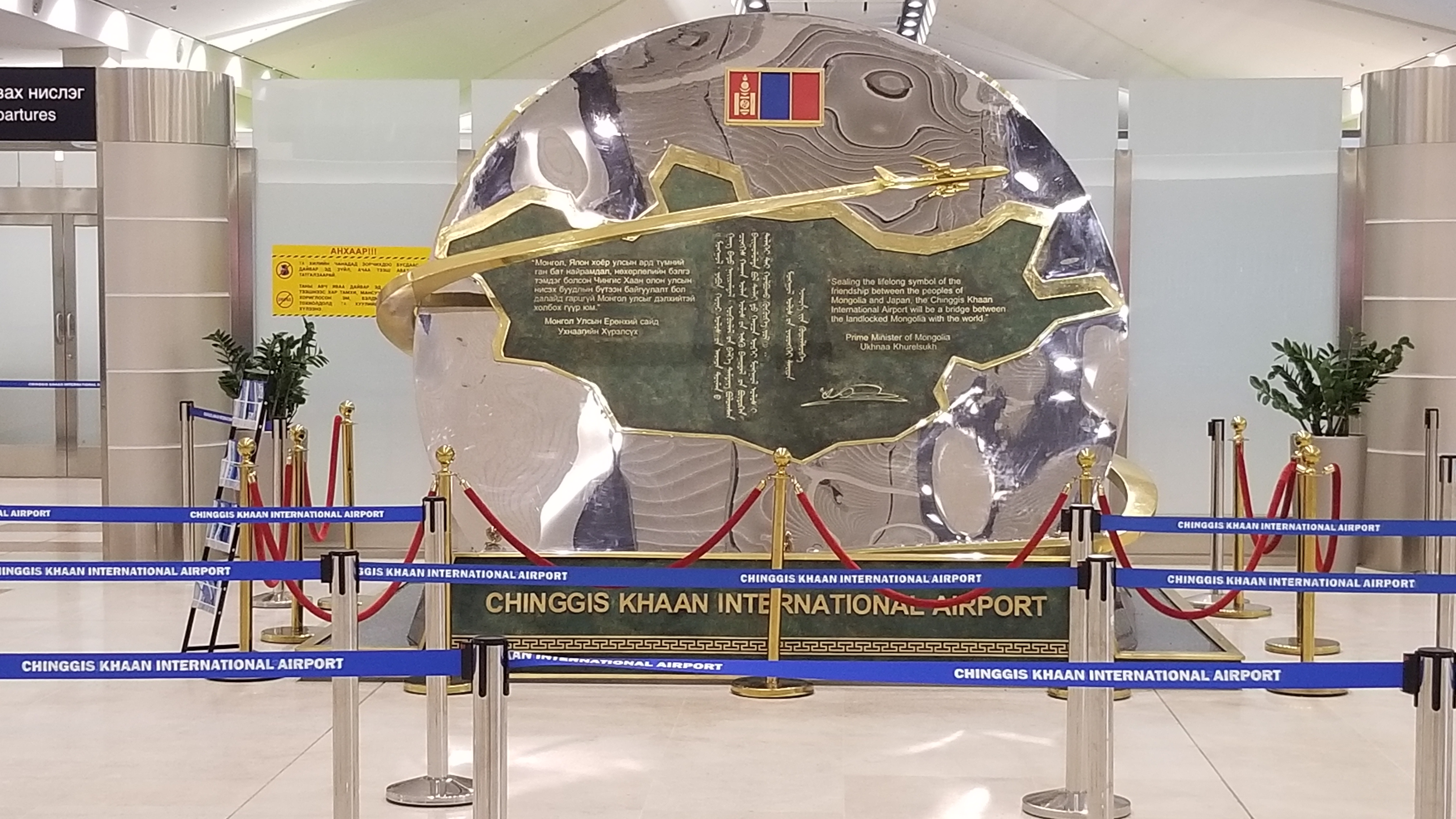
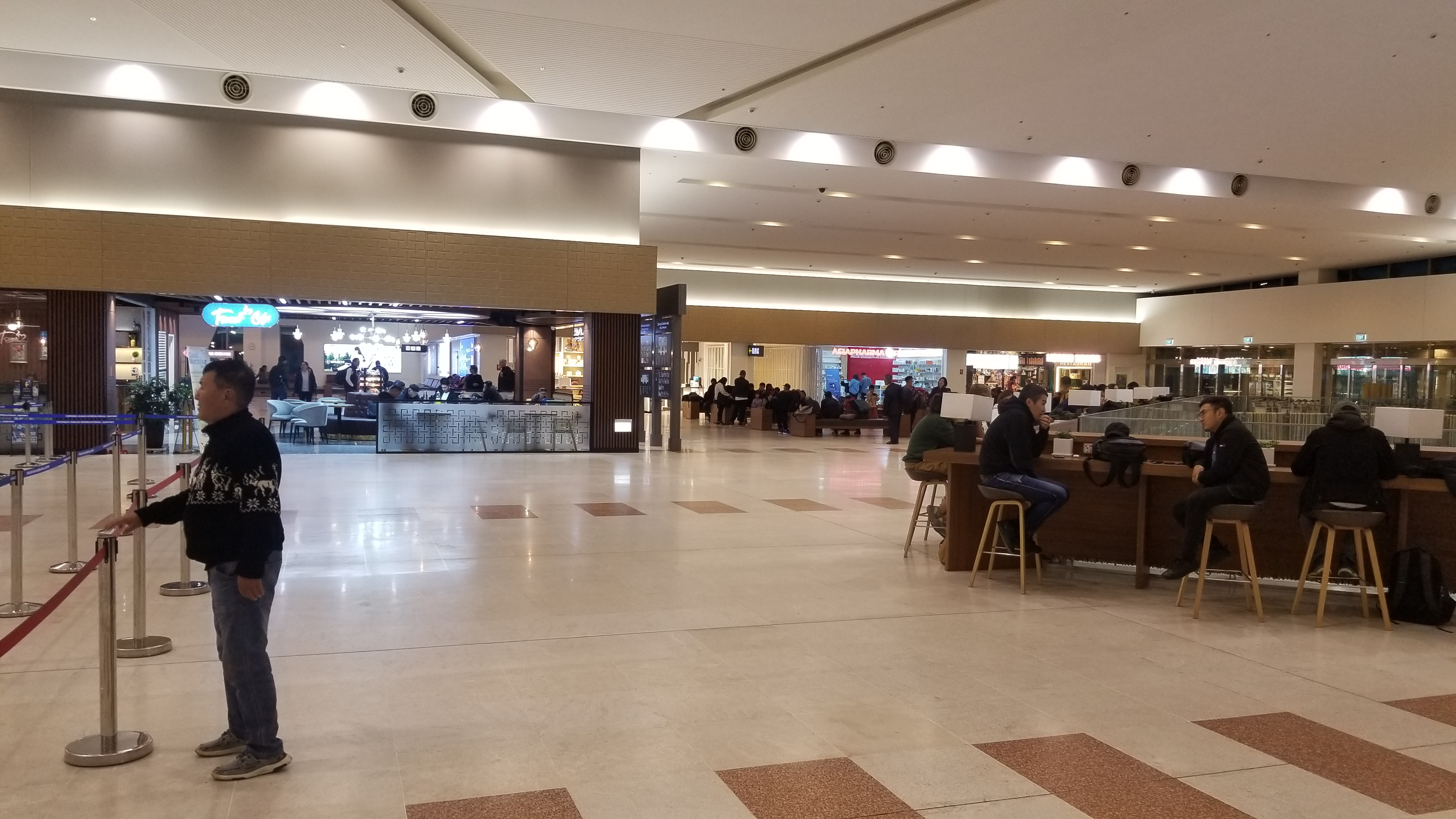
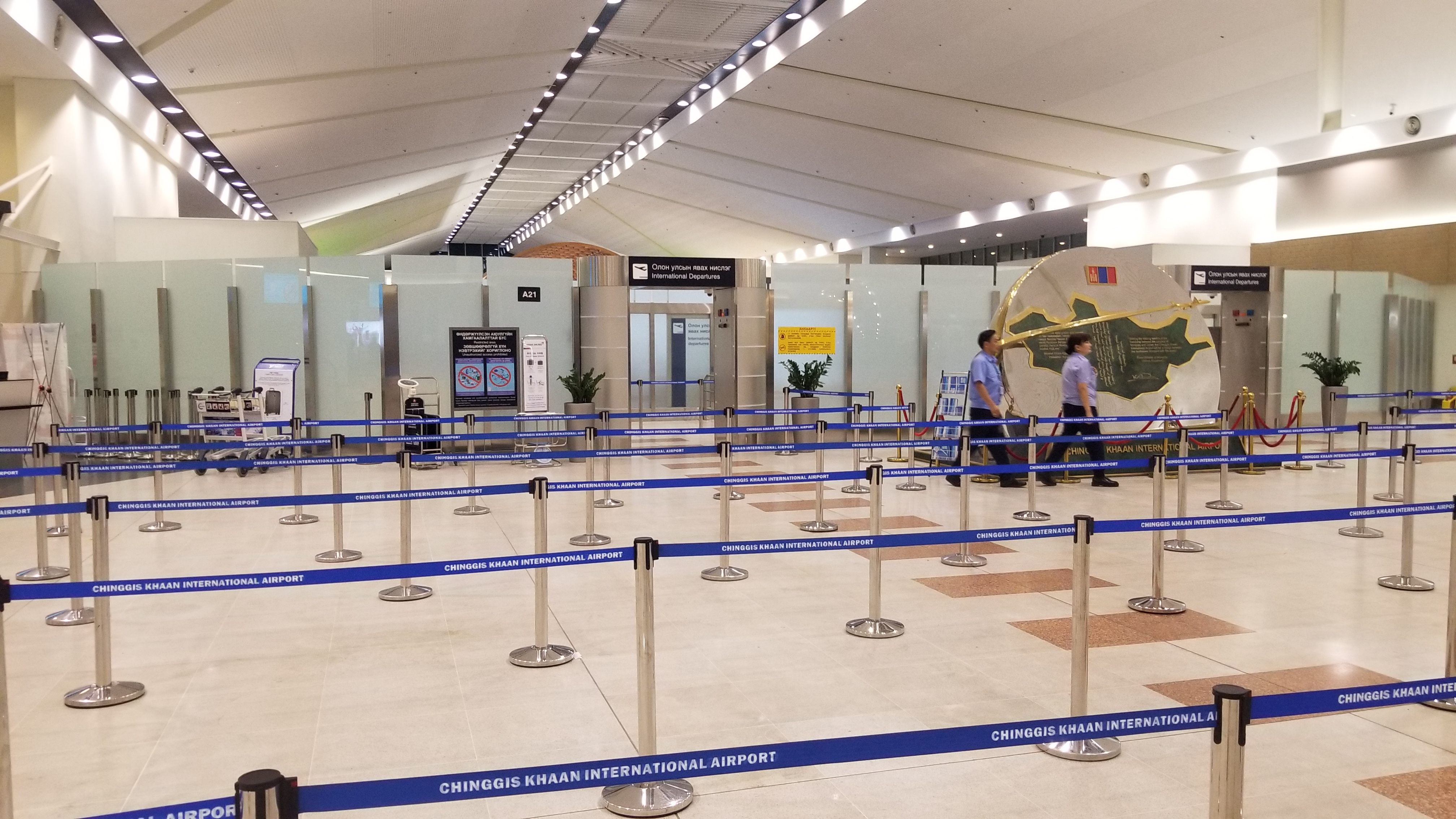
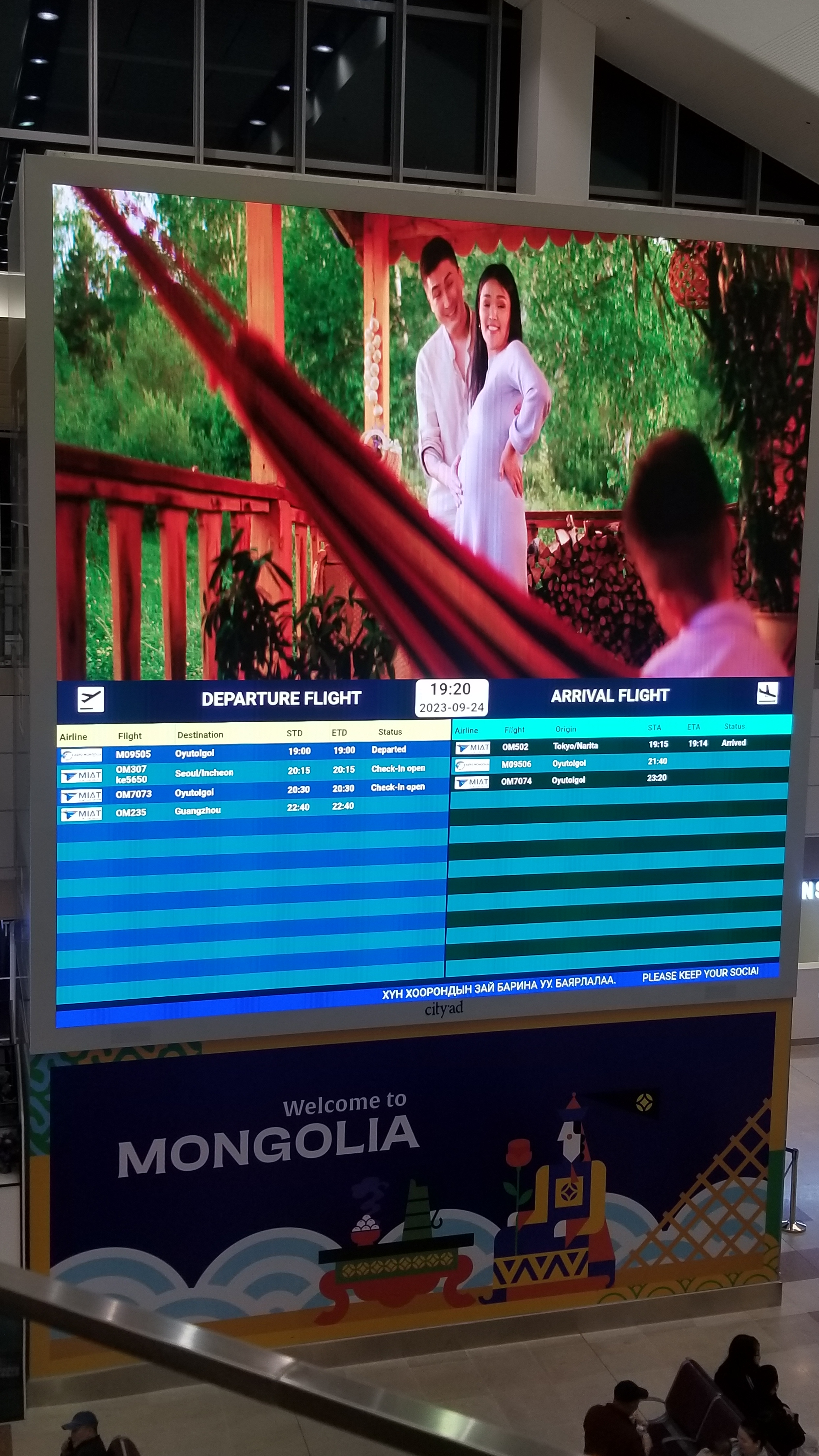
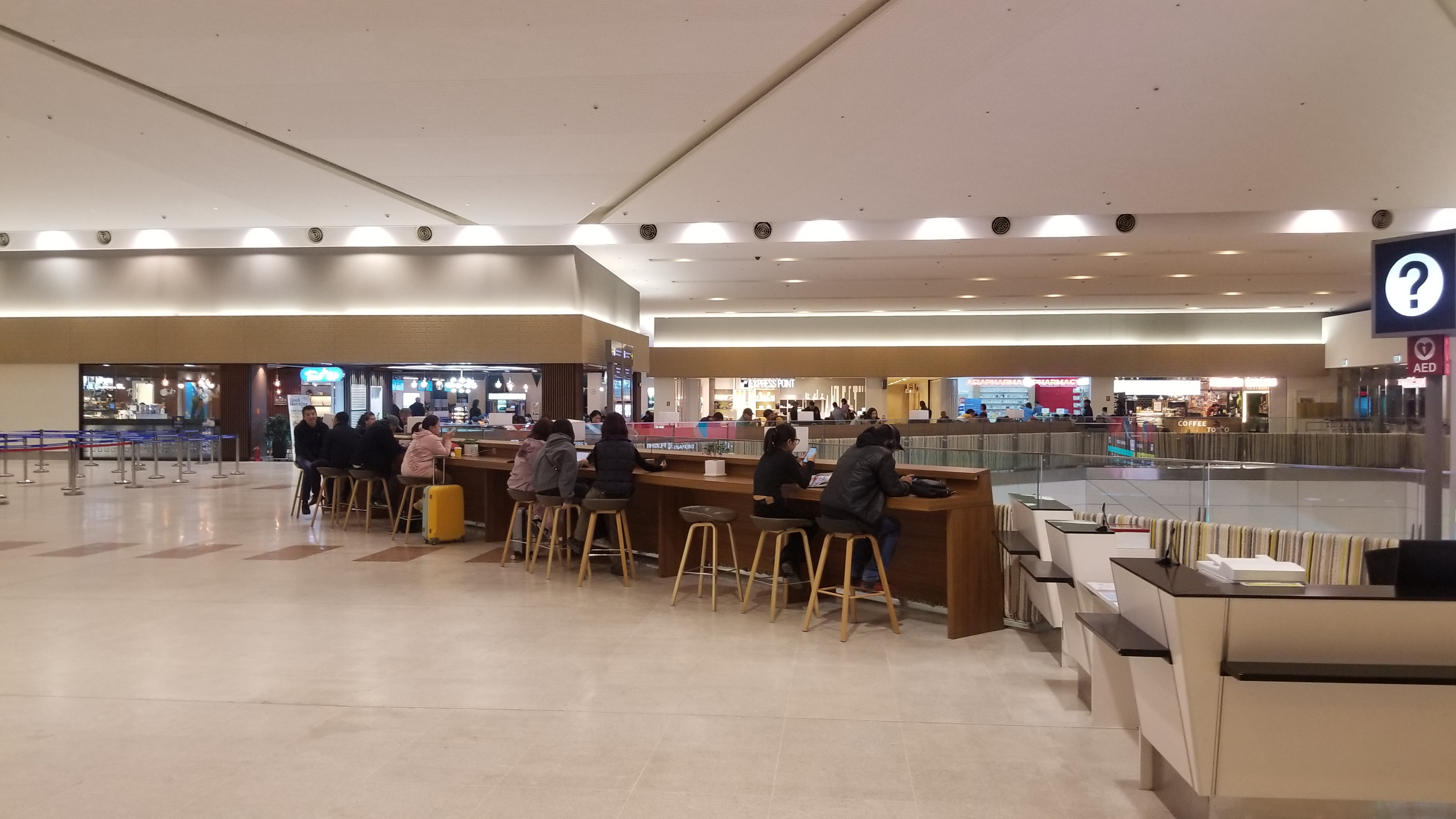
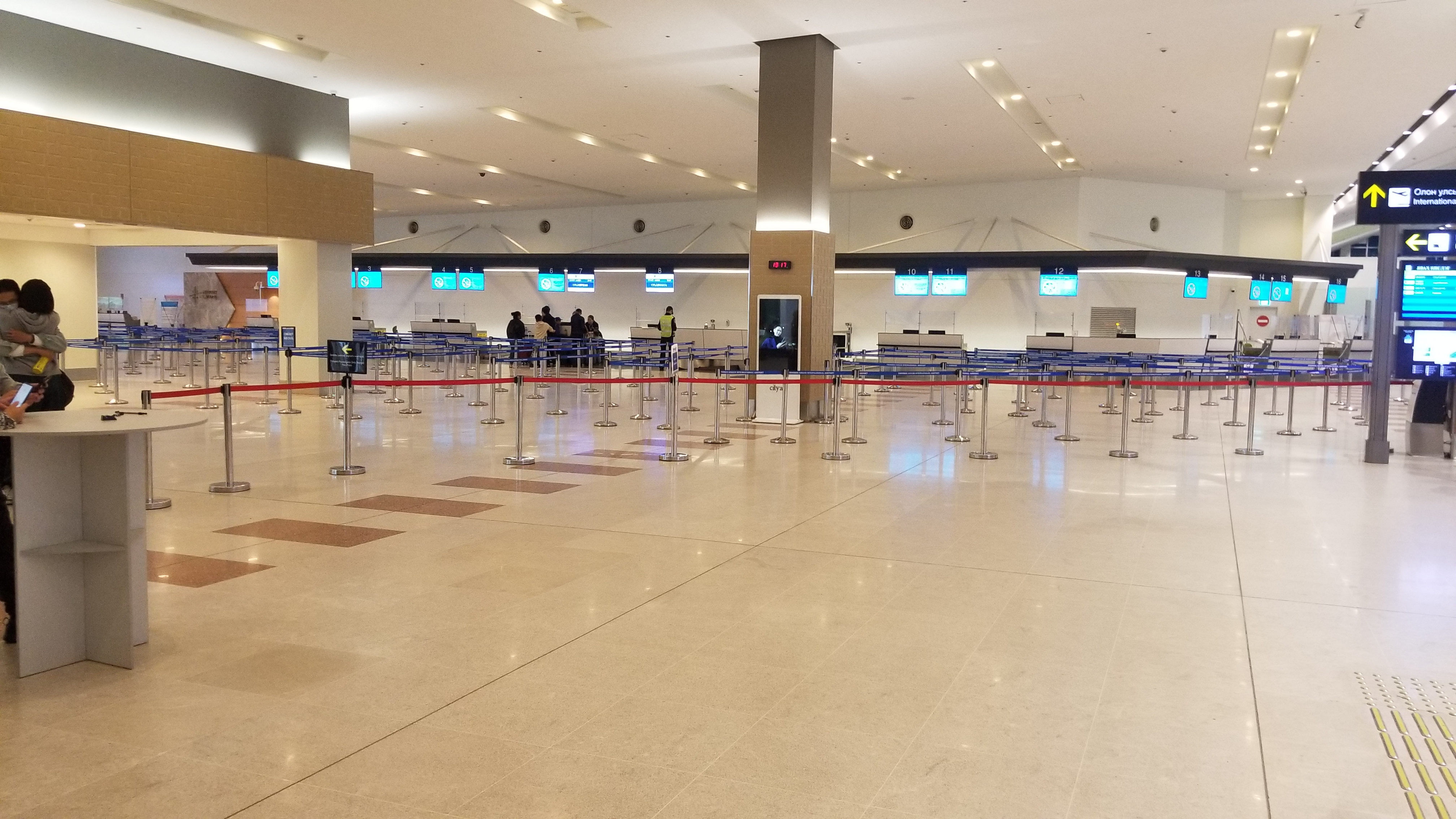
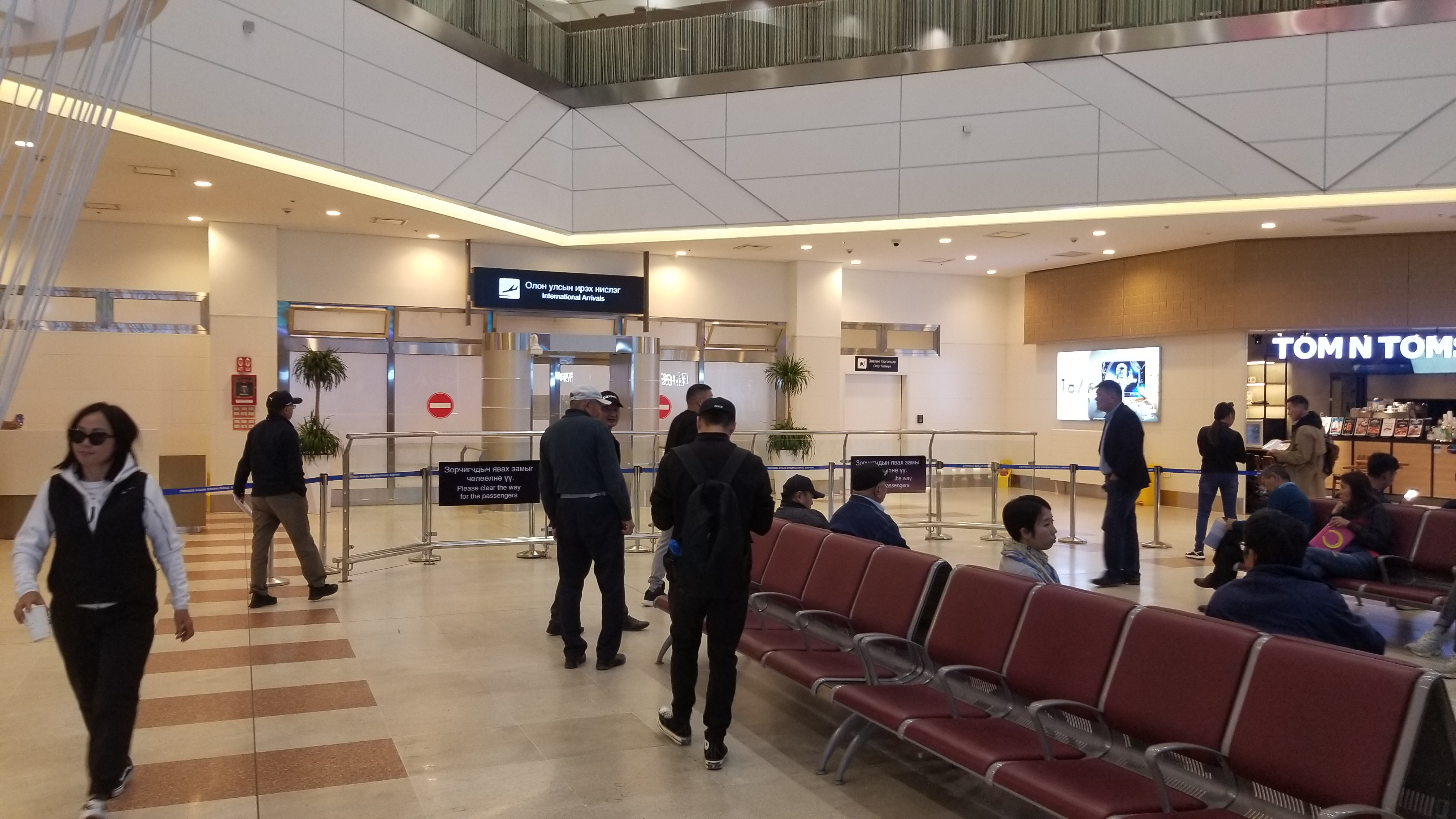
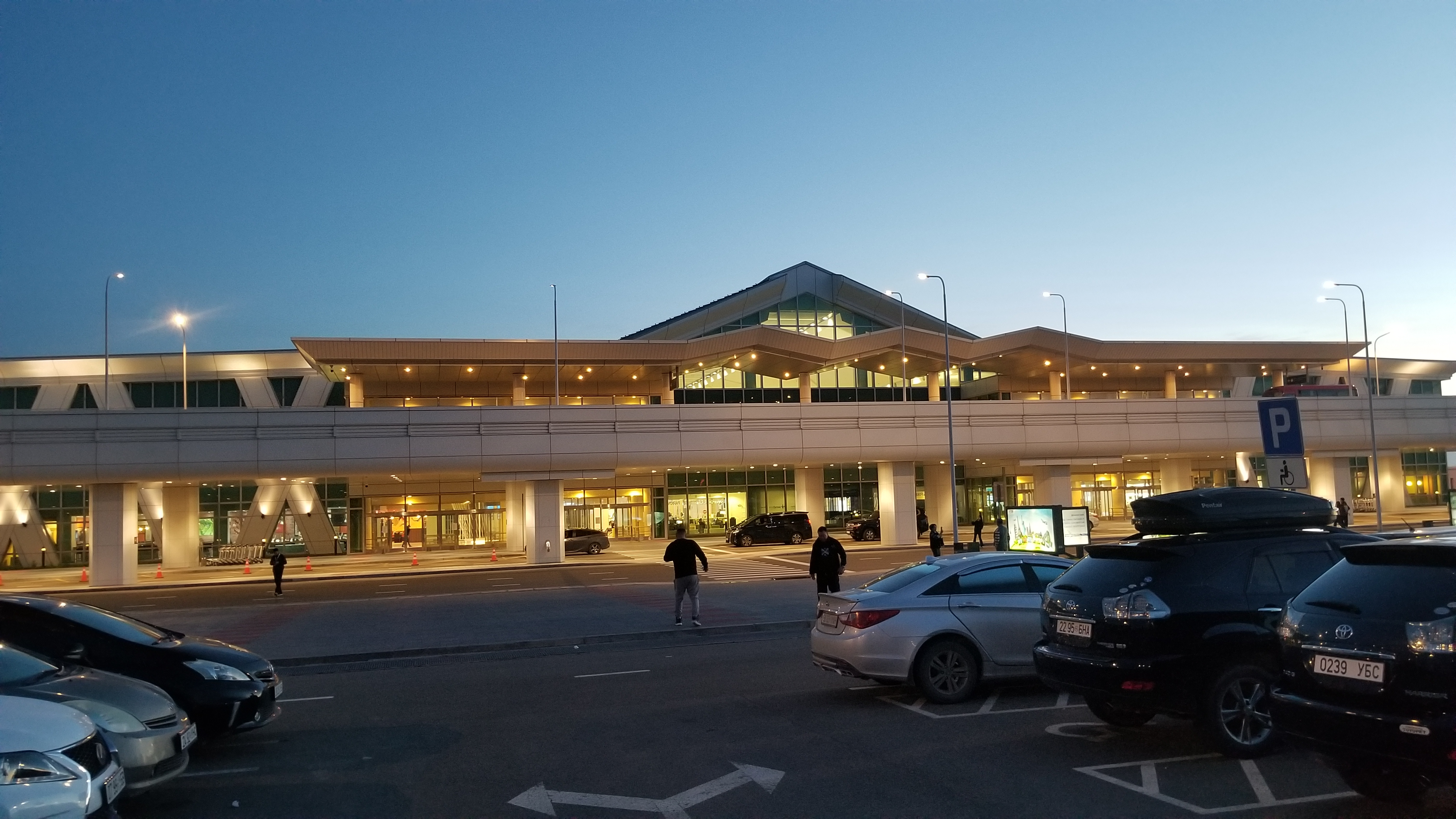